# Masayuki Kishida
Masayuki Kishida –en japonés, 岸田真幸, Kishida Masayuki– (Tokio, 24 de noviembre de 1985) es un deportista japonés que compitió en natación. Ganó una medalla de plata en el Campeonato Pan-Pacífico de Natación de 2010, en la prueba de 4 × 100 m estilos.

## Palmarés internacional
| Campeonato Pan-Pacífico | Campeonato Pan-Pacífico | Campeonato Pan-Pacífico | Campeonato Pan-Pacífico |
| Año                     | Lugar                   | Medalla                 | Prueba                  |
| ----------------------- | ----------------------- | ----------------------- | ----------------------- |
| 2010                    | Irvine (Estados Unidos) | Medalla de plata        | 4 × 100 m estilos       |